# Charles Manners-Sutton, 1:e viscount Canterbury
Charles Manners-Sutton, 1:e viscount Canterbury, född den 9 januari 1780, död den 21 juli 1845, var en brittisk politiker, son till Charles Manners-Sutton, ärkebiskop av Canterbury. 
Manners-Sutton blev 1806 medlem av underhuset (tory), tillhörde 1809-17 ministären som generalauditör (judge-advocate-general), valdes 1817 till talman och vann som sådan allmänt erkännande för värdighet och opartiskhet, fastän han utanför parlamentet uppträdde som utpräglad partiman. Han ämnade 1832 avgå, men övertalades av whigministären att kvarstå för att det första parlamentet efter den stora reformen inte skulle få en oprövad talman. Omvald till talman 1833, blev han 1835 med tio rösters majoritet vid talmansvalet besegrad av en liberal motkandidat, en händelse, som väckte stor sensation och var det sista tillfälle, då en engelsk underhusmajoritet av partiskäl underlåtit att omvälja en förutvarande talman. Manners-Sutton upphöjdes samma år till peer som viscount Canterbury.